# Aeroport de Likoma
L'aeroport de Likoma (codi IATA: LIX, codi OACI: FWLK) és un aeroport de l'illa de Likoma, a la República de Malawi. L'illa es troba al llac Malawi a pocs quilòmetres de la costa de Moçambic. Segons els registres no hi ha hagut mai cap accident aeri en les seves instal·lacions.

## Aerolínies i destinacions

### Passatgers
| Aerolínies     | Destinacions                                         |
| -------------- | ---------------------------------------------------- |
| Ulendo Airlink | Lilongwe, Liwonde, Majete, Mfuwe, Southern Lakeshore |